# Bluesblocket
Bluesblocket är ett bluesband som bildades i Lund kring 1980 av sångaren Mats Zetterberg.
I bandet, som fortfarande uppträder ibland, ingår bland andra gitarristen Björn Almqvist, Martin "Macro" Landgren keyboard, basisten Mac Robertson och Ingvar Krupa trummor. Bandet, som blandar traditionell blues, översatt till svenska, med eget material, gav ut albumet "Bluesblocket" (LP, 1981). Uppföljaren, albumet "Svart blues är ett vitt begrepp", är utlovad till maj 2016.